# Eurypsyche xylogramma
Eurypsyche xylogramma là một loài bướm đêm trong họ Noctuidae.